# Hieracium lucidum
Lo sparviere del Monte Gallo (Hieracium lucidum Guss.) è una pianta della famiglia delle Asteraceae, endemica della Sicilia.

## Descrizione

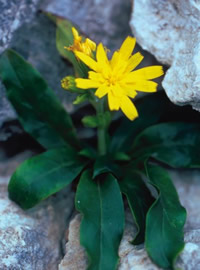

È una pianta camefita suffruticosa, alta 10 – 30 cm. 

Presenta un fusto lignificato, ascendente, glabro in basso, con 2-6 rami brevi (1–3 cm). 

Le foglie sono lucide, coriacee, ovate, e formano una pseudorosetta nella parte inferiore del fusto; presentano un apice acuminato e margine intero o raramente denticolato.

L'infiorescenza è un grosso capolino di colore giallo, con fitti peli stellati, e spesso 3-5 bratteole.
Il frutto è un achenio bruno-rossiccio.

## Distribuzione e habitat
È un endemismo puntiforme del Monte Gallo, un massiccio carbonatico che sorge a nord-ovest di Palermo, tra le borgate marinare di Mondello e Sferracavallo.

## Conservazione
È considerata una specie in pericolo critico di estinzione ed è stata inserita dalla IUCN nella lista delle 50 specie botaniche più minacciate della area mediterranea.
Il suo areale ricade completamente all'interno della Riserva naturale orientata Capo Gallo.